# Fimbristylis compacta
Fimbristylis compacta är en halvgräsart som beskrevs av William Bertram Turrill. Fimbristylis compacta ingår i släktet Fimbristylis och familjen halvgräs. Inga underarter finns listade i Catalogue of Life.